# Santuario de Nuestra Señora de las Ermitas
El santuario de nuestra señora de las Ermitas es un santuario católico español. Está situado en el lugar de Fuente Santa, a 2.5 km de la parroquia de Antas (La Lama, Galicia), en Monte Ceo, ya en la confluencia de las estribaciones del Monte Fiadal y la sierra del Suído (620 a 640 m sobre el nivel del mar) constituyendo un paisaje de una belleza singular.
Pese a que los orígenes de las Ermitas de la Fuente Santa se han ido perdiendo con el paso del tiempo, testimonios como el de Amelia Durán (profesora de esta parroquia y descendiente directa de los fundadores del Santuario) nos revelan la historia a través de una tradición oral. Históricamente podemos distinguir entre tres etapas: un primer momento de tradición transmitida de padres a hijos de la cual no se conserva documento alguno, una segunda época de que se corresponde a la construcción de la primera capilla y un último periodo que coincide con la construcción de la actual capilla.
El primer documento conocido en el que se hace referencia a la Fuente Santa data del 25 de septiembre de 1733, con el objeto se señalar una línea que dividía el monte de Xesta y el de Antas. “La línea divisoria es por el camino del carro que conduce del lugar de Xesta al de la Moa y también al punto nombrado Fuente Santa de la parroquia de Antas”.
Desde entonces no se volverá a mencionar el término hasta 1887 en un documento donde D. Lucas Nogueira Malvar, párroco de Antas, solicita «un capelán que la ayude al párroco en toda la parroquia y diga misa en la capilla de la Fuente Santa» (4 de agosto, víspera de las Ermitas).
Una tradición antiquísima transmitida de padres a hijos decía que la Reina de los Cielos manifestaba su presencia en este lugar con cantos y músicas celestiales a los ancianos mientras iban con su ganado al denominado Campo do Piornoso, lo que hoy actualmente conocemos por las Ermitas.
Indagaciones llevadas a cabo por los vecinos dieron por resultado el hallazgo de una piedra (ya en muy mal estado) que fue durante mucho tiempo objeto de disputas entre los vecinos de Antas y Gende. Se dice que la piedra desaparecía constantemente de su lugar llevada por los de Gende, pero esta de una manera milagrosa siempre volvía a su lugar original en donde quedó definitivamente.
De esta forma fue naciendo el sentimiento de que algo milagroso estaba sucediendo, circunstancia que a través de diversas vicisitudes y asentándose pasado el tiempo, dio lugar a lo que hoy conocemos como las Ermitas.
Años más tarde, en la parroquia de Antas había un campesino de nombre José Quintero Carrera casado con Josefa Carrero Villanueva, natural de Covelo). Ambos vivían en el lugar denominado como “Puza da Ran”. Se dedicaban a las tareas habituales de labranza y pastoreo de ganado vacuno y ovino, muy numeroso e importante en aquel tiempo. Este señor de ascendencia rica tal y como se valoraba la riqueza en aquel entonces, tenía una herida en el labio inferior de origen maligno que se lo iba carcomiendo progresivamente. Tras acudir a diversos médicos en Madrid, Vigo y Pontevedra, se operó en Santiago de Compostela, ciudad considerada en aquel entonces cuna de las figuras más ilustres de la medicina, pero aun así, no lograban curarle su “mal” en ninguna parte, pues la herida no solo no cicatrizaba sino que iba empeorando.
En esta situación y prácticamente desahuciado, iba todos los días con el rebaño del que era dueño a pastorear al lugar de la Fuente Santa, recordando que según decían allí se les aparecía la Virgen a unas ancianas. Entretanto, se lavó la herida en dicha fuente haciendo la promesa de que si le curaba construiría una capilla en honor a la Virgen y levantaría un crucero conmemorativo costeando todos los gastos que se produjesen, así como una imagen de la Virgen. Pasó día tras día lavándose la herida en la fuente mientras rezaba el Santo Rosario al lado de la piedra que se hallaba enfrente. Poco a poco la herida iba mejorando y al cabo de un mes se le curó por completo. Ante tal acontecimiento inexplicable, y convencido de que se trataba de un milagro, comenzó los preparativos para cumplir su promesa.
Conseguida la autorización del Sr. Bispo para la construcción de la Capilla, costeó todos los gastos de los materiales; más tarde mandó hacer el crucero y plantó una alameda de robles en líneas paralelas y asimétricas al fondo de la cual corren las aguas de las Siete Fuentes a las que a cada una de ellas se le atribuye un don milagroso: la de la vista, oídos, piel, etc… Para la imagen fue a Ourense a buscar el dibujo y la novena igual a la que se venera en Bibei (Municipio do Bolo, Ourense) bajo la advocación de Nuestra Señora de Las Nieves. 
Esculpida en Santiago y traída a cuestas de caballerías (junto con la imagen del Santiago que está en la iglesia de Antas) a través de la Sierra do Cando, fue coronada y puesta en el antiguo retablo del roble (construido en Pontecaledelas) en la veneración de los fieles en la pequeña ermita ya terminada, a cuyo lado había una mimosa centenaria de la que colgaba una pequeña campana que con los golpes llamaba a los devotos. Casi todos los pastores de los alrededores establecieron el 5 de agosto (el día de Nª Señora de las Nieves) bajo la advocación de Nª Señora de las Ermitas de la Fuente Santa por el lugar de la manifestación.
El 19 de septiembre de 1889, con 60 años, sintiéndose enfermo y en la cama otorga testamento ante D. Manuel Sánchez Mosquera, licenciado en jurisprudencia y notario público, subdelegado con el ilustre colegio notarial del territorio de la Coruña, con residencia y vecino de A Lama. Vivía con su mujer y su hija Rosa (profesora) en el lugar de A Plaza de Ran. En ese momento su hija estaba viuda y era madre de dos hijas correspondientes al matrimonio: Amalia y Elisa. Todos vivían en la casa paterna.
Desde entonces es cuando las Ermitas empieza a tener carácter religioso instituido, convirtiéndose así en un lugar de peregrinación en donde los devotos acudían a junto a la Virgen a rezar y a darle ofrendas tales como maíz, centeno, vino e incluso animales vivos para subastar, con el fin de que cumpliese sus promesas o agradecer los favores ya recibidos, lavándose en cada una de las siete fuentes, cuyos efectos curativos se fueron transmitiendo hasta nuestros días. Por aquellos años se comía en un lugar denominado Carballeira de Rei 
Con la afluencia de los romeros a la Fuente Santa, las limosnas en metálico y en especie van rápidamente en aumento, hecho que origina que en 1889 se cree una comisión con el fin de ejercer funciones de administración 
En 1890 se hace el proyecto de una capilla digan del lugar. Su presupuesto asciende a 15.559 reales, a los que hay que restar 1000 por materiales ya existentes en la cantera. El total del presupuesto ascendía a la suma de 14.559 de os cuales solo había reunidos hasta la fecha poco más de 3.000.
El 17 de mayo de 1890, los señores de la junta directiva Del Santuario de Nuestra Señora de las Ermitas de la Fuente Santa publican un edicto por el que sacan la pública a subasta “la construcción de las paredes del presbiterio y cimientos de la nave y fachada de una capilla, cerca de la que ya existe”; la subasta se efectuara el día 25 a las 11:00h
Así comenzó la construcción de la capilla que hoy existe, siendo los impulsores de tal empresa D. Lucas Nogueira Malvar (fallecido en 1901) y sobre todo y de una forma importantísima y fundamental D. Inocencio Cendon Villanueva 
Mención aparte merece el presbítero y coadjutor D. Inocencio Cendón, cariñosamente llamado "El clérigo de Abelaido". Nace en Antas en 1840 y fallece 5 de febrero de 1924 a los 84 años en el mismo lugar después de todo una vida consagrada a al sacerdocio. Le dio sepultura D. Luciano Contreras Moreira, avade de Antas el 7 de febrero de 1924, reposando sus restos en un sepulcro de la Iglesia de Antas, al lado de un olivo que aún existe hoy. Sus padres eran también naturales de Abeladio: Manuel Cendon Quintera e Isabel Villanueva Quinterio. Tenía una única hermana Carmen Cendon Villanueva casada con José Justo Pérez.
Estuvo muchos años como sacerdote de Gargamala (Mondariz) y cuando regreso a Antas, se convirtió en un entusiasta e impulsor de las Ermitas. A él se le debe como ya se dijo antes, la dirección y la responsabilidad de la construcción de actual la capilla. Al final de su vida ya imposibilitado, habilitó un cuarto en su casa en Abelaido para culto a la Virgen de las Ermitas, en donde decía misa y acudían los devotos de las aldeas de los alrededores como Covelo, Seixido, Xesta, etc…
Pues bien, a partir de finales de 1890 comenzaron los trabajos de la nueva capilla. Y así, el 8 de mayo de 1893 José Cerviño García, natural y vecino de Augasantas y maestro de obras, recibe de manos de D. Inocencio Cendon presbítero de Antas, la cantidad de 3.000 reales o 750 pts a cuenta de la obra que se está ejecutando en el Santuario de las Ermitas de la Fuente Sata, que es la bóveda del presbítero. Casi inmediatamente el 1 de julio de 1893, D. Inocencio Cendon paga a Evaristo Rivas, maestro de obras, la cantidad de 1.100 reales “importe del baldosado del coro Fuente Santa, Altar Mayor con inclusión de dos mesas todo en piedra y cal empedrada en el Coro”. La piedra que forma el oratorio fue trasladada de casa de Juan, que pertenecía a D. Dorindo Muiños, de Antas. Y el retablo del altar mayor lo ejecutó el maestro Amoedo de Puente Caldelas.